# 닐 고서치
닐 고서치(Neil Gorsuch; 1967년 8월 29일 )는 현 미국 연방대법원의 대법관이며 도날드 트럼프 대통령에 의해 2017년 1월 31일 임명되었다.  그는 콜로라도주 덴버 태생으로 베세즈다 (메릴랜드주)에서 학창시절을 보내었다.  컬럼비아 대학교에서 학사를, 하버드 대학교에서 법학을 수여 받았다. 옥스퍼드 대학교에서 박사학위를 받았다.  그의 박사학위 내용은 교사 살해의 도덕성에 대한 것으로 가톨릭 법철학자 존 피니스에게서 수학하였다.